# Rue de la Paix
Rue de la Paix (già rue Napoléon) è una strada del I e del II arrondissement; collega Place Vendôme e l'Opéra Garnier. 
Situata in un quartiere ricco e prestigioso della capitale, è conosciuta soprattutto per le maisons di alta gioielleria come Cartier, Van Cleef & Arpels o Mellerio dits Meller, negozi di lusso e grandi alberghi come l'Hôtel Westminster e il Park Hyatt.
È servita dalla stazione della metropolitana dell'Opéra.